# Heliconius aurantiaca
Heliconius aurantiaca är en fjärilsart som beskrevs av Le Moult. Heliconius aurantiaca ingår i släktet Heliconius och familjen praktfjärilar. Inga underarter finns listade i Catalogue of Life.